# 堺市立土師小学校
堺市立土師小学校（さかいしりつ はぜ しょうがっこう）は、大阪府堺市中区土師町にある公立小学校。

## 沿革
堺市立東百舌鳥小学校の学校規模が過大となってきたため、従来の同校の校区を分離して、1985年に開校した。
- 1985年4月1日 - 堺市立土師小学校として開校。

## 通学区域
- 堺市中区 土塔町の一部、土師町。

卒業生は堺市立東百舌鳥中学校に進学する。

## 交通
- 南海泉北線 深井駅 北へ約924m。